# 서용석 (천안시의원)

서용석(徐龍錫, 1955년 5월 10일~)은 대한민국의 제3·4·5대 충청남도 천안시의원이다.

## 학력
- 천안신가초등학교
- 성환중학교 16회 졸업
- 천안중앙고등학교 4회 졸업
- 천안공업전문대학 전기공학과 10회 졸업
- 호서대학교 경영학과 졸업
- 고려대학교 행정대학원 석사 졸업
- 한양대학교 도시대학원 도시계획박사 수료

## 경력
- 1978 공군병장 만기 제대
- 천안중앙고등학교 총동창회 부회장
- 천안중앙고등학교 총동창회 이사
- 천안중앙고등학교 총동창회 장학회 이사
- 자유민주연합 충남도당 천안시 을 지구당 당원
- 국가기술자격증 산업안전기사 1급 취득보유
- 천주교 음성꽃동네 후원회장
- 천안서초등학교 운영위원장
- 천안서초등학교 탁구부 후원회장
- 천안서초등학교 운영위원
- 성정2동 새마을협의회장
- 성정2동 체육회 부회장
- 천안시 탁구협회장
- 천안시 테니스협회 부회장
- 천안계광중학교 테니스부 후원회장
- (사)한국청소년사랑회 감사
- KBS 교통봉사 통신원
- 민간기동순찰대 천안연합대장
- 천안시 성환라이온스클럽 부회장
- 청수지하수개발공사 대표
- 아리랑가든 대표
- 1998. 7.~2002. 6. 제3대 충청남도 천안시의회 의원
- 1998. 7.~2000. 7. 제3대 충청남도 천안시의회 전반기 사회건설위원회 간사
- 1998. 7.~2000. 7. 제3대 충청남도 천안시의회 전반기 의회운영위원회 위원
- 1999. 7.~1999. 7. 제3대 충청남도 천안시의회 제3산업단지폐수종말처리장관리실태및두정동농수로실태파악을위한소위원회 위원
- 2000. 7.~2002. 6. 제3대 충청남도 천안시의회 후반기 산업건설위원회 위원
- 2000. 7.~2002. 6. 제3대 충청남도 천안시의회 후반기 예산결산특별위원회 간사
- 충남도청 천안시 유치추진위원
- 푸른천안가꾸기 추진위원
- 천안시 노인종합복지관 자문위원
- 민주평화통일정책자문위원회 감사
- 천안시 수질평가위원
- 천안시 체육회 이사
- 천안시 성환라이온스클럽 부회장
- 2002. 7.~2006. 6. 제4대 충청남도 천안시의회 의원
- 2002. 7.~2004. 7. 제4대 충청남도 천안시의회 전반기 산업건설위원회 위원
- 2002. 7.~2004. 7. 제4대 충청남도 천안시의회 전반기 예산결산특별위원회 위원
- 2004. 7.~2006. 6. 제4대 충청남도 천안시의회 후반기 부의장
- 2004. 7.~2006. 6. 제4대 충청남도 천안시의회 후반기 산업건설위원회 위원
- 한민족 평화포럼 운영위원
- 성정사회복지관 자문위원
- 북천안 라이온스클럽 스폰 회장
- 천안시의회 하천정비특별위원회 위원
- 천안시의회 결산검사특별위원회 위원장
- 제17대 대통령 선거 이회창 총재 천안시 을 선대본부장
- 박상돈 국회의원 후원회 상임고문
- 선문대학교 행정학 외래교수
- 제8대 고려대학교 행정대학원 원우회 고문
- 새마을운동 중앙본부 천안시 지회장
- 천안농협 이사
- 2008. 6.~2010. 6. 제5대 충청남도 천안시의회 의원
- 2008. 6.~2008. 7. 제5대 충청남도 천안시의회 전반기 총무복지위원회 위원
- 2008. 7.~2010. 6. 제5대 충청남도 천안시의회 후반기 산업건설위원회 위원
- 2008. 7.~2010. 6. 제5대 충청남도 천안시의회 후반기 예산결산특별위원회 위원

## 수상
- 경제부총리 겸 교육인적자원부장관 표창
- 민주평화통일중앙본부사무총장 표창
- 충남도지사 표창
- 충남교육감 표창
- 천안시장 표창 등 다수

## 역대 선거 결과
|  | 28.50% |

|  | 39.39% |

|  | 55.16% |

|  | 14.98% |

|  | 34.57% |